# باک (مجارستان)
باک (به مجاری: Bak) یک شهرداری در مجارستان است که در ناحیه زالائگرسگ واقع شده‌است. باک ۲۳٫۰۵ کیلومتر مربع مساحت و ۱٬۵۷۸ نفر جمعیت دارد.